# Đại học Cape Town
Đại học Cape Town (University of Cape Town, UCT) là một trường đại học nghiên cứu công lập nằm ở Cape Town thuộc tỉnh Western Cape của Nam Phi. UCT được thành lập vào năm 1829 với tên gọi Trường Cao đẳng Nam Phi, trở thành viện giáo dục đại học lâu đời nhất ở Nam Phi. Xét về tình trạng đại học đầy đủ, đây là trường đại học lâu đời nhất ở Nam Phi và là trường đại học lâu đời nhất còn tồn tại ở Châu Phi cận Sahara cùng với Đại học Stellenbosch được nhận tư cách đại học đầy đủ vào cùng ngày vào năm 1918.
Mặc dù UCT được thành lập bởi một đạo luật riêng của Quốc hội vào năm 1918, Quy chế của Đại học Cape Town (được ban hành vào năm 2002 về Đạo luật Giáo dục Đại học) đặt ra cấu trúc và vai trò của nó và đặt Thủ tướng - hiện là Tiến sĩ Precious Moloi Motsepe - với tư cách là người đứng đầu nghi lễ và đầu tư quyền lãnh đạo thực sự vào Phó Thủ tướng, hiện là Giáo sư Mamokgethi Phakeng, người chịu trách nhiệm trước Hội đồng Đại học. Bao gồm 57 phòng ban được tổ chức tại 6 khoa và Trung tâm Phát triển Giáo dục Đại học đa ngành, trường có khoảng 29000 đến 30000 sinh viên trong các ngành nghệ thuật tự do, khoa học thuần túy và các bằng cấp chuyên nghiệp từ cử nhân (NQF 7) đến tiến sĩ (NQF 10)). Một cộng đồng sinh viên sôi động bao gồm hơn 100 xã hội và câu lạc bộ phục vụ cho các mối quan tâm đa dạng như tôn giáo, chính trị, văn hóa, tiếp cận cộng đồng và thể thao, xuất hiện nổi bật trong các giải đấu quốc gia như Varsity Cup và các giải đấu khác. Sự cạnh tranh trong lịch sử (và đang diễn ra) về học thuật, thể thao và chính trị giữa UCT và Đại học Stellenbosch đã mang lại biệt danh "Ikeys". Trường trải dài trên sáu cơ sở ở ngoại ô Cape Town của Rondebosch, Hiddingh, Đài quan sát, Mowbray và V&A Waterfront, với phương tiện giảng dạy chỉ bằng tiếng Anh.
UCT là trường đại học Châu Phi được xếp hạng cao nhất trong Bảng xếp hạng Đại học Thế giới QS, Bảng xếp hạng Đại học Thế giới của Times Higher Education, và Bảng xếp hạng Học thuật của các trường Đại học Thế giới, và các Khoa Thương mại, Luật và Y khoa của trường luôn nằm trong số hàng trăm trường tốt nhất trên thế giới. Đây là thành viên châu Phi duy nhất của Diễn đàn Lãnh đạo Đại học Toàn cầu (GULF), trong Diễn đàn Kinh tế Thế giới, gồm 26 trường đại học hàng đầu thế giới. Năm cựu sinh viên, nhân viên và nhà nghiên cứu liên kết với UCT đã đoạt giải Nobel. Tính đến  tháng 3 năm 2020, 35 nhân viên của UCT là các nhà nghiên cứu NRF xếp hạng A (chiếm 30% tổng số toàn quốc)  và 88 nhân viên là thành viên của Viện Hàn lâm Khoa học Nam Phi.